# Noll att förlora (roman)
Noll att förlora (originaltitel: Less Than Zero) är Bret Easton Ellis första utgivna roman. Han skrev och fick den utgiven som mycket ung, när han ännu var i tjugoårsåldern.
Boken handlar främst om tre ungdomar i åttiotalets Los Angeles. Ett par av huvudpersonerna får drogproblem och utsätts för andra hemskheter. Denna roman är relativt mild för att vara skriven av Bret Easton Ellis.
Romanen publicerades 1985 och en filmatisering (Noll att förlora) gjordes 1987 med bland annat Robert Downey Jr och James Spader i rollerna.